# Ricardo Dionisio
Ricardo Dionisio, né le 4 décembre 1982 à Arruda dos Vinhos au Portugal, est un entraîneur de football portugais.

## Biographie
En janvier 2020, Dionisio est engagé en tant qu'entraîneur du club valaisan, le FC Sion, pour un contrat allant jusqu'en mai 2022. Il quitte son ancien club avec l'accord du directeur sportif. Pour son premier match sur le banc du FC Sion, Dionisio joue contre le FC Thoune. Son équipe est mené durant la première période (2-0), mais elle réduit le score à la 70ème minute (2-1).